# ایزیدور
ایزیدور اسکندریه (یونانی: Ἰσίδωρος ὁ Ἀλεξανδρεύς؛ زاده ۴۲۰ میلادی – درگذشته ۵۲۰ میلادی) فیلسوف یونانی و یکی از آخرین نوافلاطونیان بود. او در اواخر قرن پنجم میلادی در آتن و اسکندریه زندگی می‌کرد. او به‌عنوان جانشین مارینوس نئاپولیسی، که او نیز جانشین پروکلس لیکایوس بود، رئیس مدرسه آتن شد.

## زندگی
ایزیدور در اسکندریه به‌دنیا آمد. در آتن زیر نظر پروکلس تحصیل کرد و آرای ارسطو را از مارینوس آموخت. به گفته داماسکیوس، «ایزیدور از دیدن پروکلس حیرت‌زده شد، برایش قابل احترام و شگفت‌انگیز بود؛ او فکر می‌کرد که فلسفه واقعی را در چهره او می‌بیند.» پروکلس به نوبه خود از «ظاهر ایزیدور شگفت‌زده می‌شد، زیرا روحانی و سرشار از زندگی فلسفه درونی بود». داماسکیوس همچنین می‌گوید که «ایزیدور، علاوه بر سادگی، راستگویی را دوست می‌داشت، و خود را متعهد کرده بود که بیش از آنچه لازم است، صریح صحبت کند، و هیچ تظاهری در خود نداشت.» ادعای مطرح‌شده در سودا مبنی بر این‌که ایزیدور شوهر هیپاتیا بود، باید اشتباه باشد زیرا ایزیدور مدت‌ها پس از مرگ هیپاتیا به‌دنیا آمد. در جای دیگر نقل شده است که ایزیدور همسری به‌نام دومنا داشت که پنج روز پس از تولد پسرشان که نامش را پروکلس گذاشتند، مرد.
ایزیدور به همراه سالوستیوس به اسکندریه بازگشت و به تدریس فلسفه پرداخت. هنگامی که پروکلس درگذشت (۴۸۵ میلادی) در آتن بود، و بعدتر زمانی که مارینوس به‌عنوان رئیس مکتب نوافلاطونیان به دست گرفت، مارینوس او را متقاعد کرد تا جانشین او به‌عنوان رئیس مدرسه باشد، اما مدتی پس از مرگ مارینوس، آتن را ترک کرد، و سمت خود را به هگیاس واگذار کرد.
ایزیدور به‌عنوان معلم داماسکیوس شناخته می‌شود، که داماسکیوس در اثرش، زندگی ایزیدور، او را به عنوان یک مرد و یک متفکر والا نشان می‌دهد. زندگی ایزیدور که به تئودورا، یکی از شاگردان ایزیدور و داماسکیوس تقدیم شده است، به‌صورت خلاصه توسط فوتیوس در کتاب کتابخانه او و به صورت قطعاتی در سودا حفظ شده است.

## فلسفه
عموماً پذیرفته شده است که او بیشتر یک «مشتاق» به فلسفه بود تا «متفکر». استدلال‌های او تابع الهام بود، و نظریات فیثاغورس و افلاطون را بر منطق و اخلاق عملی رواقیون و ارسطویی‌ها ترجیح داد. به‌نظر می‌رسد که او دست‌خوش گمانه‌زنی‌های الهیاتی شده و به رؤیاها و خلسه اهمیت زیادی می‌دهد، که در گفتمان‌های عمومی خود از آن‌ها سخن می‌گفت.